# Kasongo-Lunda
Kasongo-Lunda är en ort i Kongo-Kinshasa. Den ligger i provinsen Kwango, i den sydvästra delen av landet, 290 km sydost om huvudstaden Kinshasa.